# Grzegorz Kasprzik
Grzegorz Kasprzik (* 20. September 1983 in Pyskowice, Polen) ist ein polnischer Fußballtorhüter, der auch die deutsche Staatsangehörigkeit besitzt.

## Karriere
Kasprzik begann seine Karriere bei Górnik Zabrze, ehe er Spielpraxis bei seinem Heimatverein Przyszłość Ciochowice sammelte. Nachdem er dort durch gute Partien das Interesse größerer Vereine weckte, verpflichtete der damals noch zweitklassige Verein Piast Gliwice ihn.
Mit dem Verein gelang ihm der Aufstieg in die Ekstraklasa und durch seine starken Leistungen hatte er erheblichen Teil zum Klassenerhalt beigetragen. Zur Saison 2009/10 wurde der Traditionsklub Lech Posen auf den Torhüter aufmerksam und verpflichtete ihn für eine Ablöse von rund 800.000 Złoty. In seinem ersten Pflichtspiel im Finale des Superpuchar Polski 2009 gewann er durch einen Sieg im Elfmeterschießen gegen Wisła Krakau seinen ersten Titel. Am 30. Juli 2009 bestritt Kasprzik sein erstes Spiel vor europäischer Kulisse gegen Fredrikstad FK in der dritten Qualifikationsrunde der UEFA Europa League 2009/10, welches Lech Posen mit 6:1 gewann.
Nachdem Kasprzik im Juli 2011 vereinslos wurde, stand er erst ein Jahr später wieder unter Vertrag und zwar bei Flota Świnoujście. Dort absolvierte er 33 Ligaspiele, wechselte aber dennoch im Juli 2013 zu Termalica Bruk-Bet Nieciecza, wo er bis zum Jahresende unter Vertrag stand. Im Januar 2014 unterschrieb er einen Vertrag beim Erstligisten Górnik Zabrze.

## Erfolge
- Polnischer Meister (2010)
- Polnischer Superpokalsieger (2010)